# Strukturální nezaměstnanost
Strukturální nezaměstnanost je forma nezaměstnanosti, která je důsledkem nesouladu mezi poptávkou na lokálním či regionálním trhu práce a dovednostmi pracovníků hledajících zde zaměstnání. I když počet volných pracovních míst může být stejný nebo i vyšší než počet nezaměstnaných, diskvalifikuje nezaměstnané nedostatek dovedností potřebných pro práci nebo to, že žijí mimo území, kde jsou pracovní místa k dispozici.
Strukturální nezaměstnanost je důsledkem dynamiky na trhu práce a skutečnosti, že tyto trhy nikdy nejsou tak flexibilní jako například finanční trhy. Pracovníci jsou znevýhodněni kvůli nákladům na přeškolení a dojíždění nebo přestěhování (příjmy z prodeje domu, jehož cena v důsledku úpadku místní ekonomiky klesla, nemusí stačit na koupi domu jinde) a také kvůli nedostatkům na trzích práce, jako jsou diskriminace nebo monopson (jeden subjekt na straně poptávky a více subjektů na straně nabídky).
Strukturální nezaměstnanost se obtížně rozpoznává od frikční nezaměstnanosti – pomineme-li, že strukturální nezaměstnanost z definice trvá déle. Podobně jako u frikční nezaměstnanosti platí, že pro rychlé odstranění tohoto typu nezaměstnanosti nepostačují nediferencované podněty na straně nabídky.
Strukturální nezaměstnanost může být rovněž zesílena přetrvávající cyklickou nezaměstnaností: když ekonomika po dlouhou dobu trpí nízkou agregátní poptávkou, mnoho nezaměstnaných ztratí vůli hledat práci[zdroj?] a jejich pracovní návyky a schopnosti vyhasnou nebo zastarají. Problémy s dluhy mohou vést až ke ztrátě domova a pádu do bludného kruhu chudoby. To znamená, že když se ekonomika zotaví, nemusí být nově vzniklá volná pracovní místa obsazena. Někteří ekonomové se domnívají[zdroj?], že tento jev nastal za vlády britské premiérky Margaret Thatcherové v 70. a 80. letech 20. století. Z toho na druhou stranu vyplývá, že trvale vysoká poptávka po práci by mohla snížit strukturální nezaměstnanost.[zdroj?] Tato teorie přetrvávání strukturální nezaměstnanosti je příkladem projevu hystereze ve společenských fenoménech.
Mnoho případů technologické nezaměstnanosti (např. z důvodu náhrady dělníků menším počtem kvalifikovaných zaměstnanců, kteří používají sofistikované stroje) může být považováno za strukturální nezaměstnanost. Případně by mohla technologická nezaměstnanost odkazovat na to, že trvalý nárůst produktivity práce způsobí pokles počtu pracovníků potřebných pro výrobu stejné úrovně produkce. Skutečnost, že tento problém lze řešit zvýšením agregátní poptávky, naznačuje, že tento případ patří spíše do cyklické nezaměstnanosti. Jak plyne z Okunova zákona, musí agregátní poptávka růst dostatečně rychle, aby absorbovala nejen rostoucí počet pracovních sil, ale i pracovníky propouštěné v důsledku zvýšení produktivity práce. Jinak ekonomika zaznamená oživení bez tvorby nových pracovních míst (jobless recovery); to bylo zaznamenáno například ve Spojených státech amerických na počátku 90. let 20. století, v období po roce 2000 a v období dvou let po ekonomické krizi v roce 2008.
Sezónní nezaměstnanost může být považována za druh strukturální nezaměstnanosti, protože jde o typ nezaměstnanosti, který je spojen s určitými druhy pracovních míst (stavební práce, práce v zemědělství). Z oficiálních statistik nezaměstnanosti lze tento druh nezaměstnanosti vymazat technikou očištění od sezónních vlivů.